# M-96 Tajfun
M96 Tajfun je hrvatski samohodni višecijevni lanser raketa. Razvijen je sredinom 1990-ih godina, na osnovu jugoslavenskog sustava M77 Oganj. Osnovne razlike u odnosu na Oganj su promjena kalibra i ugradnja sustava na drugu šasiju.

## Opis
Sustav Tajfun je izveden na šasiji kamiona Tatra 813 8x8 s dugom kabinom. U kabinu je smiještena četvoročlana posada i sustav za upravljanje vatrom.
Lanser s 32 cijevi kalibra 122 mm postavljen je na zadnju platformu, a na vozilu se nalazi i rezervno punjenje s još 32 projektila. Sustav Tajfun koristi rakete razvijene za ruski višecijevni lanser BM-21 Grad i raketu RAK 122 M93 hrvatske proizvodnje. Ovi projektili imaju nešto slabije karakteristike u odnosu na rakete 128 mm za sustav Oganj, ali su jeftiniji i lako dostupni na međunarodnom tržištu oružja.
Nakon pristizanja na vatreni položaj na zadnjoj platformi vozila se sklapa zaštitna cerada, spuštaju se 4 stope koje neutraliziraju sustav za oslanjanje vozila i zauzimaju se elementi za gađanje. Zauzimanje elemenata se vrši u automatskom, poluautomatskom ili ručnom režimu. Gađa se rafalom raketa (32 rakete se ispaljuju za 16 sekundi) ili pojedinačnim raketama. Komanda za ispaljivanje se može izdati preko sustava za upravljanje vatrom iz kabine vozila, ručno ili s komandnog pulta udaljenog do 30 m od vozila.
Nakon djelovanja lansirne cijevi se dopunjavaju iz punjača smiještenog iza kabine vozila. Vrijeme potrebno za ispaljivanje punog borbenog kompleta (64 rakete) s istog vatrenog položaja iznosi oko 5 minuta.

## Korisnici
- Hrvatska